# Observatoire national de l'action sociale
 (juin 2025).
Motif : aucune source secondaire ne démontre la notoriété encyclopédique de cet organisme
- Archive Wikiwix
- Bing
- Cairn
- DuckDuckGo
- E. Universalis
- Gallica
- Google
- G. Books
- G. News
- G. Scholar
- Persée
- Qwant
- (zh) Baidu
- (ru) Yandex
- (wd) trouver des œuvres sur Wikidata

| 1. | Préciser le motif de la pose du bandeau. | Précisez le motif de la pose du bandeau en utilisant la syntaxe suivante : {{admissibilité à vérifier\|date=juin 2025\|motif=remplacez ce texte par le motif}}                                                 |
| 2. | Informer les utilisateurs concernés.     | Pensez à avertir le créateur de l'article, par exemple, en insérant le code ci-dessous sur sa page de discussion : {{subst:avertissement admissibilité à vérifier\|Observatoire national de l'action sociale}} |

 (janvier 2023).
L'Observatoire national de l'action sociale (ODAS) est un organisme indépendant, soutenu par l’Assemblée nationale, le Ministère des Affaires sociales et les grandes associations d'élus locaux. Il a pour mission d'analyser les actions des collectivités locales en matière de cohésion sociale et de lien social. Il évalue notamment les politiques de protection de l'enfance, d'insertion, et de soutien de l'autonomie des personnes âgées et des personnes handicapées.

## Missions
Les missions de l'ODAS sont de « promouvoir la connaissance, l’évaluation et l’analyse prospective des politiques d’action sociale et de développement social des collectivités publiques et institutions concernées ». Il organise par ailleurs de nombreuses rencontres pour soutenir les collectivités territoriales dans leurs démarches d'innovations en matière de cohésion sociale et de vivre ensemble[source secondaire souhaitée].

## Historique
L'ODAS est créé le 14 juin 1990 à la suite d'un rapport du conseil économique et social montrant la nécessité d'un lieu de recherche et de rencontre entre tous les acteurs sociaux et collectivités locales.
Cette institution regroupe dorénavant 90 % des départements de France, deux-tiers des grandes villes de France, divers organismes de la protection sociale et les grandes associations du secteur.
Se tenant résolument à l’écart des confrontations partisanes, l’Odas a toujours eu des dirigeants représentatifs des différents grands courants de pensée. Ses deux premiers soutiens affichés étaient ainsi Jean-Michel Belorgey et Jean-Pierre Fourcade, alors présidents des Commissions des Affaires sociales respectivement de l’Assemblée nationale et du Sénat. Il compte pour présidents d’honneur les anciens ministres René Lenoir et Pierre Méhaignerie. Après le décès prématuré de Michel Dinet, alors Président du Conseil général de Meurthe et Moselle et 1er vice-président de l’Assemblée des départements de France (ADF), Christophe Béchu, sénateur-maire d'Angers, devient son président en 2015. Il est dirigé depuis sa création par Jean-Louis Sanchez, son délégué général.
Hélas, l'instabilite politique a eu raison de leur soutien financier et l'ODAS a ete placee en redressement judiciaire fin 2024 .